# Сары-Коба
Сары-Коба, Жёлтая пешера, Соколинская (КН 184-2; укр. Сари-Коба, Жовта печера, Соколинська) — крупная пещера-источник в лесном массиве на северном склоне горы Сары-Кая в Крыму. Входной сифон — источник реки Чаин-су — левого притока реки Сары-Узень.  

## Описание
Протяженность — 212 м, глубина — 14 м, категория трудности — 2А. 
В закрытом состоянии входной сифон непроходим. На входе можно обнаружить подземное озеро, а за ним — водопад. Далее можно обнаружить галерею длиной около 150 метров. Пещера богата натёками.
Пещера была открыта в 1958 году спелеологом В. Седовым. Проход в пещеру был изначально затруднён, а в 2009 году окончательно завален для сохранения самой пещеры.
Ниже от пещеры по течению реки Сары-Узень находятся водопад Серебряные струи и Юсуповское озеро.